# Правителі Галицького князівства

Рюрик, Володар, і Василько Ростиславичі, на чолі війська.

Га́лицькі кня́зі — у Х — XIV століттях монархи Галицького князівства. Першими удільними князями були представники руського роду Ростиславичів з династії Рюриковичів (1084—1199). У період міжусобиць 1205—1245 років галицькими землями правили представники різних гілок Рюриковичів, а також Арпади, і один боярин. У середині ХІІІ століття їх змінили волинські Романовичі, які інкорпорували Галичину до складу Руського королівства, й носили титул галицьких князів (1238—1340). Після вигасання дому Романовичів Галицька земля була захоплена польським королем Казимиром ІІІ (1349). Правителі Польщі претендували на всю спадщину Руського королівства й носили титул «дідичів», «господарів» або «королів Русі». Галицьке князівство було скасоване 1387 року. 1434 року на базі Галицької землі постало польське Руське воєводство. Польські монархи залишалися титулярними «князями Руськими» до XVIII століття.

## Галицькі князі до об'єднання Галичини та Волині (1084—1199)
Ростиславичі Галицькі (Перша Галицька династія)
| Князі Перемишльські | Князі Звенигородські | Князі Теребовлянські                                                                        |
| - Рюрик Ростиславич 1085—1092 - Володар Ростиславич 1092—1124 - Ростислав Володаревич 1124—1128 - Володимирко Володарович 1128—1141 - До Галича з 1141 р. | - Володар Ростиславич 1086—1092 - Ростислав Володаревич 1092—1124 - Володимирко Володарович 1124—1129 - Іван Ростиславич Берладник 1129—1145 - До Галича з 1145 р. | - Василько Ростиславич 1085—1124 - Ростислав Василькович 1124—до 1141 - До Галича з 1141 р. |

| Князі Галицькі | Князі Берладські                       |
| У 1141 році Володимирко переносить свою столицю з Перемишля у Галич. У 1144 він виганяє Івана Берладника із Звенигорода і стає єдиним князем Галицької землі. - Володимирко Володарович 1141—1153 - Ярослав Осмомисл 1153—1187 - Олег Ярославич 1187—1188 - Володимир Ярославич 1188 (вперше) - Роман Мстиславич 1188 (вперше) - Андрій ІІ 1188 - Ростислав Іванович 1188—1189 - Володимир Ярославич 1189—1198 (вдруге) | - Іван Ростиславич Берладник 1158—1159 |

## Перше об'єднання Галицько-Волинського князівства (1199—1206)
Ізяславичі Волинські (Романовичі)
| Князі Галицько-Волинські |
| Після смерті Володимира Ярославича Роман Мстиславич приєднав Галицьке князівство до Волинського, і таким чином створив Галицько-Волинську державу. - Роман Мстиславич 1199—1205 (вдруге) - Данило Романович Галицький 1205—1206 (вперше) |

## Правителі періоду політичної роздробленості (1205—1245)
Після раптової смерті Романа Мстиславича у 1205 р. за Галицько-Волинське князівство починається майже півстолітня боротьба між руськими князями з різних династій (Романовичами, Ольговичами, Ростиславичами Смоленськими) та правителями Польщі й Угорщини.
| Князі Галицькі | Князі Перемишльські                                                                    | Князі Звенигородські       |
| - Володимир Ігорович 1206—1208 (вперше) - Роман Ігорович 1208—1210 (вперше) - Ростислав Рюрикович 1210 - Роман Ігорович 1210—1211 (вдруге) - Володимир Ігорович (вдруге) 1211 - Данило Романович 1211 (вдруге) - Володислав Кормильчич 1212—1213 - Коломан Галицький 1213—1215 (вперше) - Мстислав Удатний 1215 (вперше) - Коломан Галицький 1215—1219 (вдруге) - Мстислав Удатний 1219—1228 (вдруге) - Андрій Андрійович 1228—1229 (вперше) - Данило Романович 1229—1231 (втретє) - Андрій Андрійович 1231—1233 (вдруге) - Данило Романович 1233—1235 (вчетверте) - Михайло Всеволодович 1235—1238 - Ростислав Михайлович 1238 - Данило Романович 1238—1264 (з 1253 р. — Король Русі, вчетверте) | - Святослав Ігорович 1207—1211 - Лешко І Білий 1214—1216 - Андрій Андрійович 1225—1228 | - Роман Ігорович 1210—1211 |

## Династія Романовичів (1238—1340)
| Галицькі князі, з 1253 — Королі Русі |
| - Данило Романович Галицький 1238—1264, з 1240 — столиця у Холмі, коронований у 1253 р. - Лев Данилович 1264—1301, у 1292—1301 рр. — князь Галицько-Волинський - Шварн Данилович 1264—1269 — співправитель з Левом - Юрій І Львович 1301—1308/1315, титулувався Королем Русі, князем Володимерії - Андрій Юрійович 1308/1315—бл.1323 у співравительстві з Левом - Лев Юрійович 1308/1315—бл.1323 у співправительстві з Андрієм - Володимир Львович 1323—1325, існують слушні сумніви в існуванні цього князя. - Юрій ІІ Болеслав Тройденович 1325—1340, отруєний боярами |

## Правителі Галицької Русі після вигасання Романовичів (1340—1434)

### Правителі Галицької землі в період польсько-литовсько-угорської боротьби за спадщину Романовичів
Після смерті Юрія ІІ Болеслава, який не залишив по собі спадкоємців, за Галицько-Волинське князівство розпочинається боротьба між сусідніми державами, правителі яких претендували на його землі. 
- Любарт-Дмитро 1340—1349, 1353—1354, 1376—1377
  - Дмитро Детько 1340—1349, намісник Любарта в Галичі, тутулувався у грамотах як «провізор або управитель землі Руської»

- Казимир ІІІ Великий 1349—1370, король польський (1333-1370)
- Людовик Угорський 1370—1382, король угорський (1342-1382) і польський (1370-1382)
  - Владислав Опольчик 1372—1378, намісник Людовіка, титулавав себе «Божою милостю пан і дідич Руської землі»
- Марія 1382—1387, угорська королева (1382—1395)
  - Владислав Опольчик 1385—1387
- Ядвіга 1387—1399, як спадкоємиця Людовіка І та дружина Ягайла, королева Польщі (1384—1399).

- Владислав ІІ Ягайло 1387—1434, Великий князь литовський і руський (1377—1381, 1382—1401), король польський (1386—1434).

### Генеральні старости Руські (Львівські)
Від захоплення Галичини Ядвігою у 1387 р., край був включений в польську корону на умовах близьких до персональної унії, деякий час тут функціонувало своє відмінне діловодство, судоводство, звичаї та закони.  Намісником короля в Галицькій Землі, або Руському королівстві Польської корони був генеральний староста руський.

#### Список старост
- Ян з Тарнова (1387—1393) (1394—1404)
- Іван (Ян) з Обехова (1411—1421)
- Спитек І з Ярослава (1422 — можливо 1427)
- Ян Менжик (1427—1434(пізніше — воєвода Руський))

У 1434 році в межах Галицької землі, яку зуміли зберегти Ягеллони, а також Холмщини, створено Руське воєводство.